# Canton d'Angers-Sud
Le canton d'Angers-Sud est une ancienne division administrative française située dans le département de Maine-et-Loire et la région Pays de la Loire.
Il disparait aux élections cantonales de mars 2015, réorganisées par le redécoupage cantonal de 2014.

## Composition
Le canton d'Angers-Sud se composait d’une fraction de la commune d'Angers. Il compte 23 643 habitants (population municipale) au 1er janvier 2012.
| Nom                | Code Insee | Intercommunalité          | Population (dernière pop. légale)                |
| ------------------ | ---------- | ------------------------- | ------------------------------------------------ |
| Angers (chef-lieu) | 49007      | CU Angers Loire Métropole | Fraction : 23 643(2012) Commune : 151 056 (2014) |

L'agglomération angevine se composait en 2014 de huit cantons : Angers-Centre, Angers-Est, Angers-Nord, Angers-Nord-Est, Angers-Nord-Ouest, Angers-Ouest, Angers-Sud et Angers-Trélazé.
L'ensemble de ces cantons comprenait les communes d'Andard, Angers, Avrillé, Beaucouzé, Bouchemaine, Brain-sur-l'Authion, Cantenay-Épinard, Écouflant, La Meignanne, La Membrolle-sur-Longuenée, Montreuil-Juigné, Pellouailles-les-Vignes, Le Plessis-Grammoire, Le Plessis-Macé, Saint-Barthélemy-d'Anjou, Saint-Lambert-la-Potherie, Saint-Sylvain-d'Anjou, Sarrigné, Trélazé, Villevêque.

## Géographie
Situé dans le centre du département, ce canton est organisé autour d'Angers dans l'arrondissement d'Angers. Sa superficie, est de moins de 42 km2, et son altitude varie de 12 mètres à 64 mètres (Angers).
| Nom de la commune | Surface (ha) | Alt. mini (m) | Alt. maxi (m) |
| ----------------- | ------------ | ------------- | ------------- |
| Angers            | 4 270        | 12            | 64            |

## Histoire
- Le canton d'Angers (chef-lieu) est créé en 1790. Initialement constitué en canton unique, il est éclaté en trois cantons en 1800 : Angers-Nord-Ouest (Angers-Ouest en 1964), Angers-Sud-Est (Angers-Sud en 1964) et Angers-Nord-Est. À sa création le canton d'Angers est rattaché au district d'Angers, puis en 1800 à l'arrondissement d'Angers[5].
- Le canton d'Angers-Sud était composé de trois bureaux d'Angers, et des communes de Andard, Trélazé et Brain-sur-l'Authion.
- En 1964 se rajoute un canton, pour en former au total quatre : Angers-Ouest, Angers-Sud, Angers-Nord, et Angers-Est (Angers-2 en 1973).

Puis en 1973, le redécoupage forma sept cantons, numérotés de 1 à 7 : Angers-1, Angers-2, Angers-3, Angers-4, Angers-5, Angers-6 et Angers-7.
- C'est en 1982 que s'opère le dernier découpage : Angers-1 (1985, Angers-Nord-Est), Angers-2 (1985, Angers-Est), Angers-3 (1985, Angers-Sud), Angers-4 (1985, Angers-Centre), Angers-5 (1985, Angers-Trélazé), Angers-6 (1985, Angers-Ouest), Angers-7 (1985, Angers-Nord), Angers-8 (1985, Angers-Nord-Ouest)[5].
- Le canton d'Angers-Sud date de 1982, sous la dénomination initiale d'« Angers III ». Il se compose de la partie sud du territoire d'Angers. Il prit le nom d'Angers-Sud en 1985[6].
- Dans le cadre de la réforme territoriale, un nouveau découpage territorial pour le département de Maine-et-Loire est défini par le décret du 26 février 2014. Le canton d'Angers-Sud disparait aux élections cantonales de mars 2015[1].

## Administration

### Conseillers généraux du canton d'Angers-Sud-Est (1833 à 1852)
| Période | Période      | Identité                  | Étiquette | Qualité |
| ------- | ------------ | ------------------------- | --------- | --- |
| 1833    | 1842 (décès) | François-Augustin Brichet | Modéré    | Ancien notaire, conseiller municipal d'Angers Ancien membre du Conseil des Cinq-Cents (1798-1799)             |
| 1842    | 1852         | Antoine Farran            | Droite    | Négociant Conseiller municipal d'Angers Maire d'Angers (1837), conseiller d'arrondissement Député (1837-1851) |

### Conseillers d'arrondissement d'Angers Sud-Est (de 1833 à 1852)
| Période                                  | Période | Identité       | Étiquette | Qualité |
| ---------------------------------------- | ------- | -------------- | --------- | --- |
| 1833                                     | 1842    | Antoine Farran |           | Négociant, adjoint au maire d'Angers                                                                        |
| 1940                                     |         |                |           | Les conseils d'arrondissement ont été suspendus par la loi du 12 octobre 1940 et n'ont jamais été réactivés |
| Les données manquantes sont à compléter. |         |                |           | |

### Conseillers généraux du canton d'Angers-Sud-Est (de 1852 à 2004)
| Période | Période          | Identité                     | Étiquette                | Qualité |
| ------- | ---------------- | ---------------------------- | ------------------------ | --- |
| 1852    | 1871             | Alexis Segris                | Majorité dynastique      | Avocat au barreau d'Angers Adjoint au Maire d'Angers Ministre Député (1859-1870)                                               |
| 1871    | 1877             | Max Richard                  | Droite                   | Manufacturier (filatures) Conseiller municipal d'Angers Député (1871)                                                          |
| 1877    | 1879 (décès)     | Jules-Charles Guitton aîné   | Républicain              | Avocat, maire d'Angers (1878-1879)                                                                                             |
| 1880    | 1887 (démission) | Anatole Édouard Robert       |                          | Avocat à Angers |
| 1887    | 1922 (décès)     | Guillaume Bodinier           | Conservateur             | Président de sociétés artistiques Sénateur (1897-1922), Angers Président du Conseil Général (1913-1922)                        |
| 1923    | 1925             | Adrien Planchenault          | Conservateur Non-inscrit | Archiviste-paléographe Premier Adjoint au Maire d'Angers, conseiller d'arrondissement Député (1924-1927)                       |
| 1925    | 1931             | Joseph Turpin                | Rad.                     | Inspecteur des chemins de fer de l'État                                                                                        |
| 1931    | 1937             | Pierre Semen                 | URD                      | Avocat à la Cour d'Appel d'Angers                                                                                              |
| 1937    | 1940             | Émile Perrein                | Rad.                     | Pharmacien puis avocat Député (1932-1942)                                                                                      |
|         |                  |                              |                          | |
| 1945    | 1949             | Germaine Canonne (1909-2009) | SFIO                     | Professeur puis institutrice Adjointe au maire d'Angers (1945-1947) Première femme élue Conseillère générale du Maine-Et-Loire |
| 1949    | 1961             | Yves Bourbeillon             | RPF                      | Chef de service à la sécurité sociale                                                                                          |
| 1961    | 1979             | Auguste Chupin               | CD puis UDF-CDS          | Pharmacien Sénateur (1974-1992)                                                                                                |
| 1979    | 2004             | André Lardeux                | RPR puis UMP             | Professeur agrégé d'histoire Président du conseil général (1995-2004) Sénateur (2001-2011)                                     |

### Conseillers d'arrondissement du canton d'Angers-Sud-Est (de 1852 à 1940)
| Période | Période | Identité            | Étiquette    | Qualité |
| ------- | ------- | ------------------- | ------------ | --- |
| 1919    | 1923    | Adrien Planchenault | Conservateur | Archiviste-paléographe, adjoint au Maire d'Angers                                                           |
|         |         |                     |              | |
| 1928    | 1940    | Georges Fourrier    | Conservateur | Licencié en droit, Président de la Société Industrielle, adjoint au maire d'Angers                          |
| 1940    |         |                     |              | Les conseils d'arrondissement ont été suspendus par la loi du 12 octobre 1940 et n'ont jamais été réactivés |

### Conseillers généraux du canton d'Angers-Sud de 2004 à 2015
Le canton d'Angers-Sud est la circonscription électorale servant à l'élection des conseillers généraux, membres du conseil général de Maine-et-Loire. Il est rattaché à la deuxième circonscription de Maine-et-Loire.
| Période | Période         | Identité        | Étiquette | Qualité |
| ------- | --------------- | --------------- | --------- | --- |
| 2004    | 7 décembre 2010 | Frédéric Béatse | PS        | Chef d'entreprise, assistant parlementaire Maire d'Angers (2012-2014) 7e vice-président du Conseil régional des Pays de la Loire |
| 2011    | 2015            | Norma Mével-Pla | PS        | Sociologue Adjointe au maire d'Angers (2008-2014)                                                                                |

### Résultats électoraux détaillés
- Élections cantonales de 2004 : Frédéric Béatse (PS) est élu au 2e tour avec 62,53 % des suffrages exprimés, devant Brigitte Sublard (UMP) (37,47 %). Le taux de participation est de 58,67 % (9 040 votants sur 15 407 inscrits)[13].
- Élections cantonales de 2011 : Norma Mével-Pla (PS) est élue au 2e tour avec 60,47 % des suffrages exprimés, devant Gilles Groussard (dvd) (39,53 %). Le taux de participation est de 37,47 % (5 544 votants sur 14 796 inscrits)[14].

## Démographie
| 1990   | 1999   | 2006   | 2011   | 2012   |
| ------ | ------ | ------ | ------ | ------ |
| 27 598 | 25 393 | 24 447 | 23 688 | 23 643 |